# Bonbon-Museum
Das Bonbon-Museum in Vaihingen an der Enz ist das einzige Museum seiner Art in Deutschland.

## Geschichte
Seit November 2000 betreibt das aus einer Bonbonfabrik hervorgegangene Unternehmen JUNG since 1828 das Bonbon-Museum. Nahe dem alten Kleinglattbacher Bahnhof wird im Gebäude des Fabrikverkaufs „Gummi Bären Land“ die Geschichte des Bonbons in einer Dauerausstellung auf einer Fläche von 300 m² gezeigt. Zu den ausgestellten Exponaten zählen Bonbons, Bonbondosen, Maschinen und Gerätschaften für die Bonbonherstellung und historische Werbemittel. Dabei reicht der Zeitraum der Darstellung von der Erfindung des Bonbons im Vorderen Orient im 8. Jahrhundert bis zur heutigen Fertigung.
Unter den Exponaten befindet sich neben historischen Produktionsmaschinen auch eine originale Ladeneinrichtung des Kolonialwarenladens „Oskar Zahn“ aus der Calwer Straße in Stuttgart.